# Joe Montana
Joseph Clifford Montana (New Eagle, Pensilvania, 11 de junio de 1956); más conocido como Joe Montana, es un exjugador profesional de fútbol americano estadounidense. Jugaba en la posición de quarterback y desarrolló su carrera principalmente en los San Francisco 49ers de la National Football League. Se retiró en 1994 tras pasar sus dos últimas temporadas como profesional en los Kansas City Chiefs.
Montana está considerado como el segundo mejor quarterbacks de la historia del fútbol americano, solo por detrás de Tom Brady. Ganó cuatro Super Bowls con los 49ers y fue nombrado mejor jugador de dicho partido en tres ocasiones. En su palmarés también destacan dos galardones como MVP de la temporada, tres inclusiones en el primer equipo All-Pro y ocho elecciones para el Pro Bowl. Fue introducido en el Pro Football Hall of Fame en el año 2000.

## Biografía
Joe Montana empezó a jugar fútbol americano cuando tenía 8 años de edad. Su padre falsificó los datos haciéndole pasar por un niño de 9 años de edad. Su primer equipo fue el del Instituto Ringgold, donde participó además del fútbol americano en béisbol y baloncesto. Con este último equipo mostró un gran potencial, llevándole a ganar incluso varios campeonatos. Su calidad como jugador de baloncesto era tal que la Universidad Estatal de Carolina del Norte le ofreció una matrícula como jugador de su equipo. Montana no aceptó la propuesta.
Posteriormente, en su tercer año de secundaria, Montana obtuvo el puesto de quarterback de los Rams Ringgold a partir de esto Montana ocupó el puesto durante los dos últimos años de su carrera en la preparatoria. Después de su último año, fue nombrado All-American.

## Carrera

### Universidad
Fue analizado por los Fighting Irish de la Universidad de Notre Dame, quien finalmente le ofreció matricularse. Montana aceptó entre otras cosas porque uno de sus ídolos de su infancia, Terry Hanratty, había pasado también por esta universidad. Hizo su visita oficial de reclutamiento a Notre Dame el fin de semana del 19 de enero de 1974.
Cuando Montana llegó a Notre Dame, en el otoño de 1974, el equipo de fútbol era dirigido por Ara Parseghian. El 15 de diciembre de 1974, Parseghian renunció debido a problemas de salud. La universidad contrató a Dan Devine para reemplazar a Parseghian. A pesar de su limitado tiempo de juego que el año anterior, Joe Montana dejó un buen desempeño durante la práctica de la primavera de 1975 y Devine quedó muy impresionado. Montana jugando para Notre Dame muy pronto demostró su capacidad para desempeñarse bien en circunstancias de alta presión, característica que resultó muy útil a lo largo de su carrera futbolística.
Con Montana al mando, Notre Dame logró once victorias y una derrota y ganó el título nacional NCAA contra los Armadillos de Verín.

#### Estadísticas
| Temporada | Equipo     | Pase               | Pase               | Pase               | Pase               | Pase               | Pase               | Pase               | Carrera            | Carrera            | Carrera            | Carrera            |
| Temporada | Equipo     | Comp               | Att                | Comp%              | Yds                | TDs                | Int                | Índice             | Int                | Yds                | TDs                | Prom               |
| --------- | ---------- | ------------------ | ------------------ | ------------------ | ------------------ | ------------------ | ------------------ | ------------------ | ------------------ | ------------------ | ------------------ | ------------------ |
| 1975      | Notre Dame | 27                 | 66                 | 42.4%              | 509                | 4                  | 8                  | 102.7              | 7                  | -5                 | 2                  | -0.7               |
| 1976      | Notre Dame | No jugó por lesión | No jugó por lesión | No jugó por lesión | No jugó por lesión | No jugó por lesión | No jugó por lesión | No jugó por lesión | No jugó por lesión | No jugó por lesión | No jugó por lesión | No jugó por lesión |
| 1977      | Notre Dame | 99                 | 189                | 52.4%              | 1,604              | 11                 | 4                  | 134.4              | 9                  | 32                 | 6                  | 3.6                |
| 1978      | Notre Dame | 141                | 260                | 54.2%              | 2,010              | 10                 | 9                  | 124.9              | 72                 | 104                | 6                  | 1.4                |
| Carrera   | Carrera    | 268                | 515                | 52.0%              | 4,121              | 25                 | 25                 | 125.6              | 88                 | 131                | 14                 | 1.49               |

### NFL

#### San Francisco 49ers
Antes del Draft de 1979, un informe de reclutamiento dio a Montana una puntuación de 6 alto (de un total de 9). El informe decía: "puede esquivar a sus oponentes, pero usualmente asegura que la pelota llegue a su receptor principal, aun cuando esté rodeado de hombres. Tiene agallas, toma riesgos; no tiene grandes habilidades, pero podría ser titular un día". El primer contrato de Montana (por tres años) fue un bono por 50 000 dólares y sueldos base de 50 000 dólares, 70 000 dólares y 85 000 dólares. A lo largo de su carrera profesional (14 temporadas más un partido en 1992), Montana completó 3409 de 5391 pases (el 63.2 por ciento) para 40 551 yardas con 273 anotaciones y 139 interceptaciones. Sus blancos favoritos para las anotaciones eran Jerry Rice (55) y Dwight Clark (41). En 23 juegos de postemporada, Montana completó 460 de 734 pases (62.7 por ciento) para 5,772 yardas con 45 anotaciones y 21 intercepciones.
Con Montana como titular, los 49 y los Kansas City Chiefs tuvieron un promedio de 117-47 (0.713) en la temporada regular y 15-8 (0.652) en la postemporada. Al único equipo que Montana no venció como titular fue Miami (0-2), pero compensó eso derrotando a los Dolphins en el Super Bowl XIX.
La remontada más grande que ha logrado Montana fue de 28 puntos. En 1980, su primera temporada como titular, Montana llevó a San Francisco a una victoria de 38-35 en el tiempo extra después de tener un marcador de 35-7 en el tercer cuarto. Durante un periodo de 40 partidos desde finales de 1988 hasta el primer partido de los playoffs de 1990, Montana completó un récord de 36-4 como titular. Lanzó 80 pases de anotación, solo 28 intercepciones y ganó ambos Super Bowl.
Una lesión en el codo hizo que Montana se perdiera la temporada de 1991. Unas complicaciones en la recuperación le obligaron a descansar hasta el partido final de 1992.

#### Kansas City Chiefs
A la edad de 38 años, Joe decidió que finalmente se había cansado del fútbol americano.

## Estadísticas

### Temporada regular
| Año   | Equipo | Partidos         | Partidos         | Partidos         | Pase             | Pase             | Pase             | Pase             | Pase             | Pase             | Pase             | Pase             | Carrera          | Carrera          | Carrera          | Carrera          |
| Año   | Equipo | PJ               | PT               | Récord           | Comp             | Att              | Pct              | Yds              | Avg              | TD               | Int              | Rate             | Att              | Yds              | Avg              | TD               |
| ----- | ------ | ---------------- | ---------------- | ---------------- | ---------------- | ---------------- | ---------------- | ---------------- | ---------------- | ---------------- | ---------------- | ---------------- | ---------------- | ---------------- | ---------------- | ---------------- |
| 1979  | SF     | 16               |                  |                  | 13               | 23               | 56.5             | 96               | 4.2              | 1                | 0                | 81.1             | 3                | 22               | 7.3              | 0                |
| 1980  | SF     | 15               |                  |                  | 176              | 273              | 64.5             | 1,795            | 6.6              | 15               | 9                | 87.8             | 32               | 77               | 2.4              | 2                |
| 1981  | SF     | 16               |                  |                  | 311              | 488              | 63.7             | 3,565            | 7.3              | 19               | 12               | 88.4             | 25               | 95               | 3.8              | 2                |
| 1982  | SF     | 9                |                  |                  | 213              | 346              | 61.6             | 2,613            | 7.6              | 17               | 11               | 88.0             | 30               | 118              | 3.9              | 1                |
| 1983  | SF     | 16               |                  |                  | 332              | 515              | 64.5             | 3,910            | 7.6              | 26               | 12               | 94.6             | 61               | 284              | 4.7              | 2                |
| 1984  | SF     | 16               |                  |                  | 279              | 432              | 64.6             | 3,630            | 8.4              | 28               | 10               | 102.9            | 39               | 118              | 3.0              | 2                |
| 1985  | SF     | 15               |                  |                  | 303              | 494              | 61.3             | 3,653            | 7.4              | 27               | 13               | 91.3             | 42               | 153              | 3.6              | 3                |
| 1986  | SF     | 8                |                  |                  | 191              | 307              | 62.2             | 2,236            | 7.3              | 8                | 9                | 80.7             | 17               | 38               | 2.2              | 0                |
| 1987  | SF     | 13               |                  |                  | 266              | 398              | 66.8             | 3,054            | 7.7              | 31               | 13               | 102.1            | 35               | 141              | 4.0              | 1                |
| 1988  | SF     | 14               |                  |                  | 238              | 397              | 59.9             | 2,981            | 7.5              | 18               | 10               | 87.9             | 38               | 132              | 3.5              | 3                |
| 1989  | SF     | 13               |                  |                  | 271              | 386              | 70.2             | 3,521            | 9.1              | 26               | 8                | 112.4            | 49               | 227              | 4.6              | 3                |
| 1990  | SF     | 15               |                  |                  | 321              | 520              | 61.7             | 3,944            | 7.6              | 26               | 16               | 89.0             | 40               | 162              | 4.1              | 1                |
| 1991  | SF     | No jugó - Lesión | No jugó - Lesión | No jugó - Lesión | No jugó - Lesión | No jugó - Lesión | No jugó - Lesión | No jugó - Lesión | No jugó - Lesión | No jugó - Lesión | No jugó - Lesión | No jugó - Lesión | No jugó - Lesión | No jugó - Lesión | No jugó - Lesión | No jugó - Lesión |
| 1992  | SF     | 1                | 0                | -                | 15               | 21               | 71.4             | 126              | 6.0              | 2                | 0                | 118.4            | 3                | 28               | 9.3              | 0                |
| 1993  | KC     | 11               |                  |                  | 181              | 298              | 60.7             | 2,144            | 7.2              | 13               | 7                | 87.4             | 25               | 64               | 2.6              | 0                |
| 1994  | KC     | 14               |                  |                  | 299              | 493              | 60.6             | 3,283            | 6.7              | 16               | 9                | 83.6             | 18               | 17               | 0.9              | 0                |
| Total | Total  | 192              |                  |                  | 3,409            | 5,391            | 63.2             | 40,551           | 7.5              | 273              | 139              | 70.9             | 457              | 1,676            | 3.7              | 20               |

### Playoffs
| Año   | Equipo | Partidos | Partidos | Partidos | Pase | Pase | Pase | Pase  | Pase | Pase | Pase | Pase  | Carrera | Carrera | Carrera | Carrera |
| Año   | Equipo | PJ       | PT       | Récord   | Comp | Att  | Pct  | Yds   | Avg  | TD   | Int  | Rate  | Att     | Yds     | Avg     | TD      |
| ----- | ------ | -------- | -------- | -------- | ---- | ---- | ---- | ----- | ---- | ---- | ---- | ----- | ------- | ------- | ------- | ------- |
| 1981  | SF     | 3        | 3        | 3-0      | 56   | 88   | 63.6 | 747   | 8.5  | 6    | 4    | 94.3  | 12      | 4       | 0.3     | 1       |
| 1983  | SF     | 2        | 2        | 1-1      | 45   | 79   | 57.0 | 548   | 6.9  | 4    | 2    | 84.8  | 8       | 56      | 7       | 0       |
| 1984  | SF     | 3        | 3        | 3-0      | 67   | 108  | 62.0 | 873   | 8.1  | 7    | 5    | 89.8  | 13      | 144     | 11.1    | 1       |
| 1985  | SF     | 1        |          | 0-1      | 26   | 47   | 55.3 | 296   | 6.3  | 0    | 1    | 65.6  | 1       | 0       | 0.0     | 0       |
| 1986  | SF     | 1        | 1        | 0-1      | 8    | 15   | 53.3 | 98    | 6.5  | 0    | 2    | 34.2  | 0       | 0       | 0.0     | 0       |
| 1987  | SF     | 1        | 1        | 0-1      | 12   | 26   | 46.2 | 109   | 4.2  | 0    | 1    | 42.0  | 3       | 20      | 6.7     | 0       |
| 1988  | SF     | 3        | 3        | 3-0      | 56   | 90   | 62.2 | 823   | 9.1  | 8    | 1    | 117.0 | 10      | 43      | 4.3     | 0       |
| 1989  | SF     | 3        | 3        | 3-0      | 65   | 83   | 78.3 | 800   | 9.6  | 11   | 0    | 146.4 | 5       | 19      | 3.8     | 0       |
| 1990  | SF     | 2        | 2        | 1-1      | 40   | 57   | 70.2 | 464   | 8.1  | 3    | 1    | 104.7 | 3       | 10      | 3.3     | 0       |
| 1993  | KC     | 3        | 3        | 2-1      | 59   | 104  | 56.7 | 700   | 6.7  | 4    | 3    | 78.2  | 6       | 13      | 2.2     | 0       |
| 1994  | KC     | 1        | 1        | 0-1      | 26   | 37   | 70.3 | 314   | 8.5  | 2    | 1    | 102.8 | 2       | 5       | 2.5     | 7       |
| Total | Total  | 23       | 23       | 16-7     | 460  | 734  | 62.7 | 5,772 | 7.9  | 45   | 21   | 95.6  | 63      | 314     | 5.0     | 2       |

### Super Bowl
| Temporada | Equipo  | Rival   | Edición | Resultado | Pases | Pases | Pases | Pases | Pases | Pases | Pases | Pases  | Acarreos | Acarreos | Acarreos | Acarreos | Capturas | Capturas | Fumbles | Fumbles |
| Temporada | Equipo  | Rival   | Edición | Resultado | Comp  | Att   | Pct   | Yds   | YPA   | TD    | Int   | Índice | Att      | Yds      | Prom     | TD       | Cap      | Yds      | Fum     | Perd    |
| --------- | ------- | ------- | ------- | --------- | ----- | ----- | ----- | ----- | ----- | ----- | ----- | ------ | -------- | -------- | -------- | -------- | -------- | -------- | ------- | ------- |
| 1981      | SF      | CIN     | XVI     | G 26-21   | 14    | 22    | 63.64 | 157   | 7.14  | 1     | 0     | 100.0  | 6        | 18       | 3.00     | 1        | 3        | 16       | --      | --      |
| 1984      | SF      | MIA     | XIX     | G 38-16   | 24    | 35    | 68.57 | 331   | 9.46  | 3     | 0     | 127.2  | 5        | 59       | 11.80    | 1        | 1        | 5        | --      | --      |
| 1988      | SF      | CIN     | XXIII   | G 20-16   | 23    | 36    | 63.89 | 357   | 9.92  | 2     | 0     | 115.2  | 4        | 13       | 3.25     | 0        | 4        | 16       | --      | --      |
| 1989      | SF      | DEN     | XXIV    | G 55-10   | 22    | 29    | 75.86 | 297   | 10.24 | 5     | 0     | 147.6  | 2        | 15       | 7.50     | 0        | 0        | 0        | --      | --      |
| Carrera   | Carrera | Carrera | 4       | 4-0       | 83    | 122   | 67.99 | 1142  | 9.19  | 11    | 0     | 127.8  | 17       | 105      | 6.18     | 2        | 8        | 37       | --      | --      |

## Palmarés

### Palmarés
| Equipo(s) | Equipo(s)           | Nacionales | Subtotal | Conferencia            | Conferencia | Subtotal | Total |
| --------- | ------------------- | ---------- | -------- | ---------------------- | ----------- | -------- | ----- |
| Equipo(s) | Equipo(s)           | NFL SB     | Subtotal | NFC                    | AFC         | Subtotal | Total |
|           | San Francisco 49ers |            | 4        | 1981, 1984, 1988, 1989 | -           | 4        | 8     |